# 山與食欲與我
《山與食欲與我》（日语：山と食欲と私）是日本漫畫家信濃川日出雄所創作的漫畫作品，自2015年9月18日起在新潮社旗下日本漫畫網站水母群公開連載中，最新話數於網站上架時免費閱覽、一定時間後下架，再由 BUNCH COMICS 出版漫畫。臺灣由青文出版社代理發行中文版，由周先姝翻譯，中国大陆由新星出版社代理出版，由陈欣、金静和翻译。
開始連載以來，已經被許多戶外專門雜誌採訪，如山與溪谷社、PEAKS、Wandervogel，甚至也發行了主角日日野鮎美的食譜。山與溪谷社旗下雜誌《山與溪谷》2018年9月號以「山與溪谷與、食欲與我」（山と溪谷と、食欲と私）為題，製作了超過20頁以上的特輯。
第1冊在日本於2016年4月發行，同年8月第2冊發行後沒過多久便再刷，第2冊創下新潮社《月刊Comic@Bunch》創刊史上最高速銷售紀錄。雜誌《entermix》由全日本3000家書店店員所挑選的「2016年值得一讀的漫畫排名」榮登第2，第4冊發行日在 Amazon Kindle 青年漫畫排行獲得第1名。截至2019年5月，已經累積發行了超過90萬本。

## 劇情簡介
主角日日野鮎美（27歳、上班族）是一位不喜歡被別人稱為「山女孩」、喜愛單獨登山的女性，漫畫每回連載基本是以她登山後抵達山頂開始煮飯、吃飯，以及平日在辦公室上班時的人際關係為主軸，藉由登山遭遇許多不同的登山客，所體驗到的人事物的故事。目前正在新潮社網路漫畫網站水母群連載中，基本上每週更新，最新話和部份的過往話數可以免費閱讀。每一話連載為10至14頁的短篇漫畫，一定出現料理、飲料、食品，或是真實存在的山岳、登山道具、或者是露營道具。雖然主軸為美食漫畫，但也是以近30歲的女性漫畫為題材，描寫登山中觀察到的人們，並將獨自登山客的行徑、特徵記錄下來，讓30歲世代以外不同世代的讀者也很受歡迎，作者自己的興趣也是登山，會自行取材或者是實驗漫畫中所使用的登山道具。

## 登場人物

### 主要登場人物
日日野鮎美
興趣是登山的主角，27歲、上班族，大約在5年前，開始在山女子熱潮時開始登山，之後開始自己獨自登山。
小松原鯉子
鮎美在公司的前輩，29歲，從第4話開始登場，來自京都、講關西腔，因為對登山有興趣，非常在意鮎美。
瀧サヨリ
鮎美在公司的晚輩，派遣社員、24歳。
鰐壁大器
鮎美公司第2代社長，42歲、單身。
蛭村直樹
鮎美在公司的同事，33歲、三個小孩的父親。
猪口いるか
鮎美的母親，56歲，在國立大學工作。

## 故事場景
- 高尾山
- 景信山
- 陣馬山
- 蝶ヶ岳
- 仙元山
- 高川山
- 鎌倉アルプス
- 八ヶ岳
- 高水三山
- 上高地
- 涸沢
- 穂高岳
- 筑波山
- 谷川岳
- 焼山
- 黍殻山
- 姫次
- 蛭ヶ岳
- 丹沢山
- 塔ノ岳
- 鍋割山
- 箱根旧街道
- 金時山
- 浅間嶺
- 雲取山
- 奥多摩
- 黑部水壩
- 立山
- 別山
- 金剛山
- 吉野山
- 日光白根山
- 燕岳
- 大岳山
- 藻岩山
- 大山（丹沢）
- 甲斐駒ケ岳
- 仙丈ケ岳
- 富士山

## 出版書籍
| 卷數 | 新潮社        | 新潮社                 | 青文出版社     | 青文出版社             | 新星出版社 | 新星出版社             |
| 卷數 | 發售日期      | ISBN                   | 發售日期       | EAN / ISBN             | 發售日期   | ISBN                   |
| ---- | ------------- | ---------------------- | -------------- | ---------------------- | ---------- | ---------------------- |
| 1    | 2016年4月9日  | ISBN 978-4-10-771885-3 | 2017年3月25日  | EAN 471-8016-02225-6   | 2022年11月 | ISBN 978-7-5133-5034-1 |
| 2    | 2016年8月9日  | ISBN 978-4-10-771908-9 | 2017年5月25日  | EAN 471-8016-02353-6   | 2022年11月 | ISBN 978-7-5133-5034-1 |
| 3    | 2016年11月9日 | ISBN 978-4-10-771928-7 | 2017年7月25日  | EAN 471-8016-02420-5   | 2022年11月 | ISBN 978-7-5133-5034-1 |
| 4    | 2017年3月9日  | ISBN 978-4-10-771963-8 | 2018年1月15日  | EAN 471-8016-02737-4   | 2022年11月 | ISBN 978-7-5133-5034-1 |
| 5    | 2017年7月7日  | ISBN 978-4-10-771992-8 | 2018年5月14日  | EAN 471-8016-02926-2   | 2023年6月  | ISBN 978-7-5133-5198-0 |
| 6    | 2017年12月9日 | ISBN 978-4-10-772033-7 | 2019年2月20日  | ISBN 978-986-356-613-7 | 2023年6月  | ISBN 978-7-5133-5198-0 |
| 7    | 2018年4月9日  | ISBN 978-4-10-772069-6 | 2019年9月9日   | ISBN 978-986-512-044-3 | 2023年6月  | ISBN 978-7-5133-5198-0 |
| 8    | 2018年8月9日  | ISBN 978-4-10-772108-2 | 2020年5月11日  | ISBN 978-986-512-346-8 | 2023年6月  | ISBN 978-7-5133-5198-0 |
| 9    | 2019年1月9日  | ISBN 978-4-10-772152-5 | 2020年10月21日 | ISBN 978-986-512-508-0 | 出版预订   | ISBN 978-7-5133-5318-2 |
| 10   | 2019年7月9日  | ISBN 978-4-10-772202-7 | 2022年1月24日  | ISBN 978-626-322-035-5 | 出版预订   | ISBN 978-7-5133-5318-2 |
| 11   | 2020年1月9日  | ISBN 978-4-10-772251-5 | 2022年8月29日  | ISBN 978-626-322-879-5 | 出版预订   | ISBN 978-7-5133-5318-2 |
| 12   | 2020年7月9日  | ISBN 978-4-10-772301-7 | 2023年3月30日  | ISBN 978-626-340-650-6 | 出版预订   | ISBN 978-7-5133-5318-2 |
| 13   | 2021年1月9日  | ISBN 978-4-10-772356-7 | 2023年10月16日 | ISBN 978-626-362-165-7 |            |                        |
| 14   | 2021年7月8日  | ISBN 978-4-10-772408-3 | 2024年3月11日  | ISBN 978-626-362-551-8 |            |                        |
| 15   | 2022年2月9日  | ISBN 978-4-10-772473-1 | 2024年5月13日  | ISBN 978-626-383-240-4 |            |                        |
| 16   | 2022年8月8日  | ISBN 978-4-10-772526-4 | 2024年7月18日  | ISBN 978-626-383-903-8 |            |                        |
| 17   | 2023年7月7日  | ISBN 978-4-10-772621-6 | 2025年2月5日   | ISBN 978-626-422-070-5 |            |                        |
| 18   | 2024年4月9日  | ISBN 978-4-10-772705-3 |                |                        |            |                        |
| 19   | 2025年1月8日  | ISBN 978-4-10-772789-3 |                |                        |            |                        |

### 公式書
山與食欲與我 官方 日日野鮎美的山料理食譜
山與溪谷社出版，信濃川日出雄監修
| 卷數 | 山與溪谷社     | 山與溪谷社             |
| 卷數 | 發售日期       | ISBN                   |
| ---- | -------------- | ---------------------- |
| 1    | 2018年10月17日 | ISBN 978-4-63-545032-4 |
| 2    | 2020年2月15日  | ISBN 978-4-63-545043-0 |

## 週邊活動
本作品自連載開始以來，與眾多企業合作舉辦聯名活動，自單行本第6冊開始，每本漫畫最後開設了新單元「山食通信」後，會刊載新聞和各種企劃。
- MERU：2017年與電影《MERU》團隊合作製作短片於 YouTube 公開
- Colombia：登山服飾搭配推薦、製作登山計畫書
- YAMAP：架設聯名網站登山教室提供新手登山知識
- CASIO：手錶「PRO-TREK」整理活動
- 獅王：與止瀉藥 Stoppa 合作聯名網站
- 札幌啤酒：聯名提供登山料理和啤酒的聯名網站
- WILD MIND GOGO：以日日野鮎美筆名撰寫文章
- 山與溪谷社（日语：山と溪谷社）：出版由日日野鮎美的食譜
- tent-Mark DESIGNS：合作開發眾多聯名商品
- 長野放送：2018年7、8月每週末播出由日日野鮎美播報的

### 山食日
為了讓更多人能夠了解、體驗在山上也能吃到美味的料理為目的，漫畫發行商新潮社向社團法人日本紀念日協會申請將8月5日做為並獲得認定，2018年4月9日在紀念日當天與出版社授予登陸認證儀式，主角日日野鮎美也出席活動與日本紀念日協會代表理事加瀨清志合照，並成為史上第一位在頒發「紀念日登錄證」時完全不露臉的被授予人。2018年8月 NHK 節目《早安日本》和 NBS《週六就是要這樣！》製作並播映了「山食日」的特輯。

## 外部連結
- 山與食欲與我的X（前Twitter）
- 山與食欲與我的Instagram帳戶
- 信濃川日出雄的部落格 （页面存档备份，存于）
- 水母群官方網站 （页面存档备份，存于）